# 络脉
在中医学概念中，络脉为经脉的分支，以连络表里经脉或脏腑。
絡脈有三種，分別為別絡、浮絡、孫絡。
- 十二經脈和任督二脉，每條經脉出一條別絡，加上脾之大络，共十五条，称十五别络。
- 浮絡是浮行於全身淺表部位的經絡，主要分佈在皮膚表面，用於傳輸散佈氣血，濡養全身。
- 孫絡是別絡分出的最細小的分支，作用於浮絡相同。